# Rodolf IV d'Habsburg
Rodolf IV d'Habsburg dit "el Fundador" (der Stifter) (1 de novembre de 1339 - 27 de julio de 1365) fou un membre de la casa d'Habsburg duc d'Àustria, d'Estíria i Caríntia i marcgravi de Carniola (i des de 1363 també comte de Tirol). Va succeir al seu pare Albert II d'Habsburg el Savi a la seva mort el 1358. Fou el primer a agafar el títol d'arxiduc el 1364 i el títol de duc de Carniola. Després que els Habsburg no obtinguessin cap avantatge amb la Butlla d'Or de 1356, va ordenar fabricar el Privilegium Maius, un document fals que reforçava el poder dels governants d'Àustria.

## Biografia
Nascut a Viena era el fill gran d'Albert II d'Habsburg el Savi i de la seva esposa la comtessa Joana de Pfirt. Va ser el primer duc a néixer dins el mateix ducat i va considerar Àustria com la seva llar i la seva pàtria, sentiment que va transmetre als seus subjectes i va contribuir a la seva popularitat. Enfrontat a la persistent pèrdua pels Habsburg de la corona imperial des de l'assassinat del seu avi Albert I d'Alemanya el 1308, Rodolf fou un dels més enèrgics i actius governants d'Àustria de l'edat mitjana, i es diu d'ell que quan era jove ja tenia l'aire de rei.
El 1357 es va casar amb Caterina de Luxemburg, filla de l'emperador Carles IV. Ansiós per competir amb el seu poderós sogre que havia convertit el regne de Bohèmia i la seva capital Praga en un centre radiant de cultura imperial, Rodolf desitjava augmentar la importància de Viena a un nivell similar o fins i tot més gran.

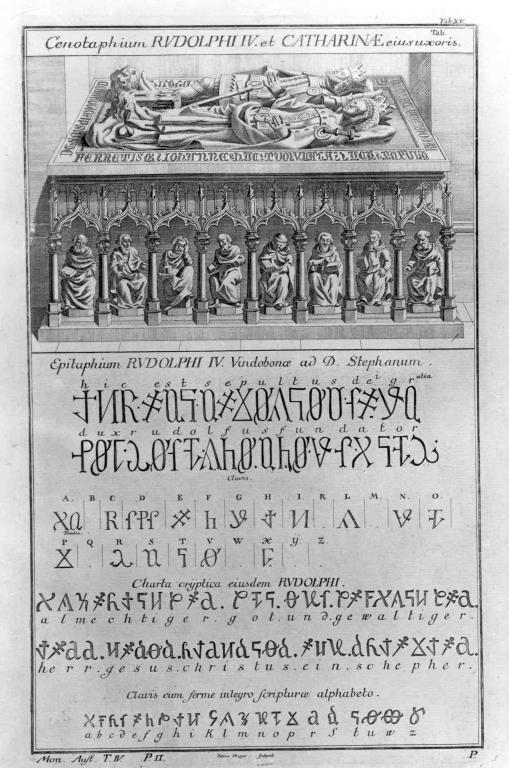
El desxifrat de l'epitafi acompanyant el cenotafi, o tombo simbòlica del duc Rodolf IV en el Stephansdom a Viena. L'escrit secret diu suposadament "Aquest és el sepulcre de Rodolf per la gràcia de Déu, duc i fundador i de Déu Totpoderós i gran senyor Jesucrist, el seu pastor." Rodolf de fet mai fou enterrat dins una estructura sòlida de pedra sinó en la cripta ducal del Stephansdom a Viena. El text està escrit amb l'anomenat "Alphabetum Kaldeorum" un codi probablement inventat.

Per més de cent anys els ducs Habsburg havien intentar que els papes elevessin a Viena al rang de seu episcopal, rang adequat per a la capital d'un ducat. La ciutat estava subordinada als bisbes de Passau, que tenia excel·lents connexions amb el papa i aparentment blocava aquestos projectes. Rodolf no obstant va recórrer a un estratagema que podria considerar-se una trampa: va iniciar la creació de la catedral metropolitana a l'església de Sant Esteve de Viena, que d'acord amb el seu nom corresponia al bisbe, els membres de la qual portaven vestits vermells en la seva condició de cardenals; el prebost del capítol va rebre el títol d'arxicanceller d'Àustria. Rodolf va ampliar la catedral de Sant Esteve amb la construcció de la nau gòtica iniciada en el seu regnat; aquestos esforços constructius podrien ser vistos com un intent per competir amb la catedral de Sant Vitus a Praga. Rodolf està dibuixat amb la seva dona en un cenotafi a l'entrada de la catedral.
Tanmateix va fundar la universitat de Viena el 1365, seguint a Carles IV que havia fundat la universitat de Praga el 1348. Encara coneguda avui com a Alma Mater Rudolphina, la Universitat de Viena és la més antiga del món operant de manera continuada en terres de parla alemanya. No obstant la facultat de teologia, que en aquest era crucial per a una universitat, no fou establerta fins al 1385, 20 anys després de la mort de Rodolf.
Per millorar l'economia de Viena, Rodolf va introduir diverses mesures, incloent la supervisió per l'alcalde de les vendes de propietats reials, destinades a evitar l'anomenat "braç mort" és a dir la compra de terrenys per l'església que restaven improductius; també va establir una moneda relativament estable anomenada penic vienès (Wiener Pfennig).
Rodolf és especialment conegut per una altra falsificació: el Privilegium Maius, que de facto el posava aparellat amb els set prínceps electors del Sacre Imperi compensant el fet que Àustria no havia rebut el dret de vot a la Butlla d'Or de 1356 de l'emperador Carles IV; el títol d'arxiduc (Erzherzog), inventat per Rudolf, va esdevenir després un títol honorífic de tots els membres masculins de la casa d'Habsburg (a partir del segle XVI).
El 1363, Rodolf va rebre l'herència de la comtessa vídua Margarida Maultasch, dita també Margarida de Tirol o de Gorízia-Tirol, amb la mort del seu únic fill Meinhard III, tot i que el comtat de Tirol no va entrar plenament a domini austríac només després de la seva mort el 1369, ja que el cunyat de Margarida, el duc Esteve II de Baviera havia envaït el comtat. El 1364 Rodolf va elevar la marca de Carniola, que depenia del ducat de Caríntia, a ducat, i fou el primer duc de Carniola; el 1365 va fundar a la Baixa Carniola la vila de Novo Mesto (avui dia a Eslovènia), amb el nom alemany de Rudolfswert. Al mateix temps va signar un contracte d'herència mútua amb el seu sogre Carles IV, que establia la reciprocitat entre les cases de Luxemburg i d'Habsburg en cas d'extinció.
En despit de l'alta volada dels seus plans (a vegades proper a la megalomania), va aconseguir modernitzar els seus territoris i la seva capital, la prominència de la qual es va incrementar considerablement. La seva mort sense descendència va aturar malauradament els futurs progressos. Els seus germans Albert III i Leopold III, que governaven conjuntament sota les regles de la casa rudolfiana (Rudolfinische Hausordnung), van començar a barallar-se i finalment van acordar dividir els territoris entre ells pel tractat de Neuberg el 1379. Fou un descendent de Leopold, Frederic V d'Austria, elegit rei dels Romans el 1440 i va quedar com únic governant de totes les terres austríaques des de 1457, qui va recollir els fruits de la política de Rodolf i va establir els fonaments de la monarquia dels Habsburg.
Rodolf va morir sobtadament a Milà el 1365 als 26 anys. Els seus restes i els de la seva esposa estan a la cripta ducal de Viena al Stephansdom.

## Ancestres
|  |                                             |  |  |  |  |  |  |  |  |  |  |  |  |  |  |  |
|  | 16. Albert IV, comte d'Habsburg             |  |  |  |  |  |  |  |  |  |  |  |  |  |  |  |
|  |                                             |  |  |  |  |  |  |  |  |  |  |  |  |  |  |  |
|  |                                             |  |  |  |  |  |  |  |  |  |  |  |  |  |  |  |
|  | 8. Rodolf I d'Alemanya                      |  |  |  |  |  |  |  |  |  |  |  |  |  |  |  |
|  |                                             |  |  |  |  |  |  |  |  |  |  |  |  |  |  |  |
|  |                                             |  |  |  |  |  |  |  |  |  |  |  |  |  |  |  |
|  | 17. Hedwiga de Kyburg                       |  |  |  |  |  |  |  |  |  |  |  |  |  |  |  |
|  |                                             |  |  |  |  |  |  |  |  |  |  |  |  |  |  |  |
|  |                                             |  |  |  |  |  |  |  |  |  |  |  |  |  |  |  |
|  | 4. Albert I d'Habsburg                      |  |  |  |  |  |  |  |  |  |  |  |  |  |  |  |
|  |                                             |  |  |  |  |  |  |  |  |  |  |  |  |  |  |  |
|  |                                             |  |  |  |  |  |  |  |  |  |  |  |  |  |  |  |
|  | 18. Burcard V d'Hohenburg                   |  |  |  |  |  |  |  |  |  |  |  |  |  |  |  |
|  |                                             |  |  |  |  |  |  |  |  |  |  |  |  |  |  |  |
|  |                                             |  |  |  |  |  |  |  |  |  |  |  |  |  |  |  |
|  | 9. Gertrudis d'Hohenburg                    |  |  |  |  |  |  |  |  |  |  |  |  |  |  |  |
|  |                                             |  |  |  |  |  |  |  |  |  |  |  |  |  |  |  |
|  |                                             |  |  |  |  |  |  |  |  |  |  |  |  |  |  |  |
|  | 19. Mectilda de Tübingen                    |  |  |  |  |  |  |  |  |  |  |  |  |  |  |  |
|  |                                             |  |  |  |  |  |  |  |  |  |  |  |  |  |  |  |
|  |                                             |  |  |  |  |  |  |  |  |  |  |  |  |  |  |  |
|  | 2. Albert II d'Àustria                      |  |  |  |  |  |  |  |  |  |  |  |  |  |  |  |
|  |                                             |  |  |  |  |  |  |  |  |  |  |  |  |  |  |  |
|  |                                             |  |  |  |  |  |  |  |  |  |  |  |  |  |  |  |
|  | 20. Meinard I de Gorízia-Tirol              |  |  |  |  |  |  |  |  |  |  |  |  |  |  |  |
|  |                                             |  |  |  |  |  |  |  |  |  |  |  |  |  |  |  |
|  |                                             |  |  |  |  |  |  |  |  |  |  |  |  |  |  |  |
|  | 10. Meinard de Caríntia                     |  |  |  |  |  |  |  |  |  |  |  |  |  |  |  |
|  |                                             |  |  |  |  |  |  |  |  |  |  |  |  |  |  |  |
|  |                                             |  |  |  |  |  |  |  |  |  |  |  |  |  |  |  |
|  | 21. Adelaida de Tirol                       |  |  |  |  |  |  |  |  |  |  |  |  |  |  |  |
|  |                                             |  |  |  |  |  |  |  |  |  |  |  |  |  |  |  |
|  |                                             |  |  |  |  |  |  |  |  |  |  |  |  |  |  |  |
|  | 5. Elisabet de Gorízia-Tirol                |  |  |  |  |  |  |  |  |  |  |  |  |  |  |  |
|  |                                             |  |  |  |  |  |  |  |  |  |  |  |  |  |  |  |
|  |                                             |  |  |  |  |  |  |  |  |  |  |  |  |  |  |  |
|  | 22. Otó IV de Baviera                       |  |  |  |  |  |  |  |  |  |  |  |  |  |  |  |
|  |                                             |  |  |  |  |  |  |  |  |  |  |  |  |  |  |  |
|  |                                             |  |  |  |  |  |  |  |  |  |  |  |  |  |  |  |
|  | 11. Elisabet de Baviera                     |  |  |  |  |  |  |  |  |  |  |  |  |  |  |  |
|  |                                             |  |  |  |  |  |  |  |  |  |  |  |  |  |  |  |
|  |                                             |  |  |  |  |  |  |  |  |  |  |  |  |  |  |  |
|  | 23. Agnès del Palatinat                     |  |  |  |  |  |  |  |  |  |  |  |  |  |  |  |
|  |                                             |  |  |  |  |  |  |  |  |  |  |  |  |  |  |  |
|  |                                             |  |  |  |  |  |  |  |  |  |  |  |  |  |  |  |
|  | 1. Rodolf IV d'Àustria                      |  |  |  |  |  |  |  |  |  |  |  |  |  |  |  |
|  |                                             |  |  |  |  |  |  |  |  |  |  |  |  |  |  |  |
|  |                                             |  |  |  |  |  |  |  |  |  |  |  |  |  |  |  |
|  | 24. Ulric II de Pfirt                       |  |  |  |  |  |  |  |  |  |  |  |  |  |  |  |
|  |                                             |  |  |  |  |  |  |  |  |  |  |  |  |  |  |  |
|  |                                             |  |  |  |  |  |  |  |  |  |  |  |  |  |  |  |
|  | 12. Teobald de Pfirt                        |  |  |  |  |  |  |  |  |  |  |  |  |  |  |  |
|  |                                             |  |  |  |  |  |  |  |  |  |  |  |  |  |  |  |
|  |                                             |  |  |  |  |  |  |  |  |  |  |  |  |  |  |  |
|  | 25. Agnès de Vergy                          |  |  |  |  |  |  |  |  |  |  |  |  |  |  |  |
|  |                                             |  |  |  |  |  |  |  |  |  |  |  |  |  |  |  |
|  |                                             |  |  |  |  |  |  |  |  |  |  |  |  |  |  |  |
|  | 6. Ulric III de Pfirt                       |  |  |  |  |  |  |  |  |  |  |  |  |  |  |  |
|  |                                             |  |  |  |  |  |  |  |  |  |  |  |  |  |  |  |
|  |                                             |  |  |  |  |  |  |  |  |  |  |  |  |  |  |  |
|  | 13. Caterine de Klingen                     |  |  |  |  |  |  |  |  |  |  |  |  |  |  |  |
|  |                                             |  |  |  |  |  |  |  |  |  |  |  |  |  |  |  |
|  |                                             |  |  |  |  |  |  |  |  |  |  |  |  |  |  |  |
|  | 3. Joana de Pfirt                           |  |  |  |  |  |  |  |  |  |  |  |  |  |  |  |
|  |                                             |  |  |  |  |  |  |  |  |  |  |  |  |  |  |  |
|  |                                             |  |  |  |  |  |  |  |  |  |  |  |  |  |  |  |
|  | 28. Hug III de Borgonya                     |  |  |  |  |  |  |  |  |  |  |  |  |  |  |  |
|  |                                             |  |  |  |  |  |  |  |  |  |  |  |  |  |  |  |
|  |                                             |  |  |  |  |  |  |  |  |  |  |  |  |  |  |  |
|  | 14. Reginald de Borgonya                    |  |  |  |  |  |  |  |  |  |  |  |  |  |  |  |
|  |                                             |  |  |  |  |  |  |  |  |  |  |  |  |  |  |  |
|  |                                             |  |  |  |  |  |  |  |  |  |  |  |  |  |  |  |
|  | 29. Adelaida, comtessa palatina de Borgonya |  |  |  |  |  |  |  |  |  |  |  |  |  |  |  |
|  |                                             |  |  |  |  |  |  |  |  |  |  |  |  |  |  |  |
|  |                                             |  |  |  |  |  |  |  |  |  |  |  |  |  |  |  |
|  | 7. Joana de Borgonya                        |  |  |  |  |  |  |  |  |  |  |  |  |  |  |  |
|  |                                             |  |  |  |  |  |  |  |  |  |  |  |  |  |  |  |
|  |                                             |  |  |  |  |  |  |  |  |  |  |  |  |  |  |  |
|  | 30. Amadeu de Neufchâtel                    |  |  |  |  |  |  |  |  |  |  |  |  |  |  |  |
|  |                                             |  |  |  |  |  |  |  |  |  |  |  |  |  |  |  |
|  |                                             |  |  |  |  |  |  |  |  |  |  |  |  |  |  |  |
|  | 15. Guillemeta de Neufchâtel                |  |  |  |  |  |  |  |  |  |  |  |  |  |  |  |
|  |                                             |  |  |  |  |  |  |  |  |  |  |  |  |  |  |  |
|  |                                             |  |  |  |  |  |  |  |  |  |  |  |  |  |  |  |
|  | 31. Jordana d'Arberg                        |  |  |  |  |  |  |  |  |  |  |  |  |  |  |  |
|  |                                             |  |  |  |  |  |  |  |  |  |  |  |  |  |  |  |
|  |                                             |  |  |  |  |  |  |  |  |  |  |  |  |  |  |  |